# Grotte du Danger
La grotte du Danger est un site préhistorique nord-amérindien situé dans le bassin de Bonneville, dans le nord-ouest de l'Utah, à l'ouest de la région des Grands Lacs Salés, aux États-Unis. Elle a livré des artéfacts de la culture du Grand Bassin (en) datés d'environ 9000 av. J.-C. jusqu'au Ve siècle de notre ère. La datation par le carbone 14 de vestiges organiques a montré peu de traces humaines vers 9000 av. J.-C., mais nettement plus à partir de 7000 av. J.-C..

## Historique
La grotte du Danger a été étudiée pour la première fois dans les années 1930 par Elmer Smith, puis fouillée dans les années 1950 sous la supervision de Jesse D. Jennings, professeur à l'université de l'Utah. Le travail de Jennings sur le site a été considéré à l'époque comme révolutionnaire en raison de ses normes rigoureuses en matière de fouilles et d'analyse des données. Les compte-rendus de Jennings ont d'abord été controversés avant d'être acceptés. Reliant les vestiges archéologiques de la grotte du Danger à un modèle ethnographique, Jennings formulait une vision alors nouvelle de la culture archéologique du Grand Bassin.
Le site a été déclaré monument historique national en 1961.
Le site a été pillé et de nombreux artéfacts anciens volés le 11 mai 2019.

## Vestiges archéologiques
La grotte, extrêmement sèche, a bénéficié de conditions de conservation idéales, qui ont préservé des artéfacts allant d'ailes de coléoptère à des textiles et paléofèces humaines. On compte notamment des chutes de cuir, des morceaux de ficelle, de filets et de tissu brut, des fragments de panier et des outils en os, en bois ou en pierre, tels que des couteaux, des armes et des meules à grain. Au total, les fouilles ont livré plus de 2 500 outils en pierre taillée et plus de 1 000 meules.
Les fouilles ont également livré des fragments identifiables de 68 espèces végétales qui poussent encore aujourd'hui dans les environs de la grotte, ainsi que les ossements de nombreuses espèces animales.

## Mode de vie
Les données recueillies dans la grotte suggèrent que la culture du Grand Bassin avait une population clairsemée, avec des groupes ne comptant pas plus de 25 à 30 personnes. Le mode de vie des populations était nécessairement nomade, sans rituels complexes. La culture du Grand Bassin a persisté pendant des milliers d'années puis a évolué vers d'autres cultures de l'Utah, telles que la culture Fremont.